# Anybody Killa
Anybody Killa artistnamnet för James Lowery är en rapartist, vars låtar ges ut från Psychopatic Records (grundat av Insane Clown Posse). Anybody Killa kännetecknas främst av sitt läspande och för sin bakgrund som medlem i en indianstam.